# Hejia (socken i Kina, Hunan)
Hejia (kinesiska: 贺家, 贺家乡) är en socken i Kina. Den ligger i provinsen Hunan, i den södra delen av landet, omkring 120 kilometer söder om provinshuvudstaden Changsha. Antalet invånare är 15885. Befolkningen består av 7 620 kvinnor och 8 265 män. Barn under 15 år utgör 19,0 %, vuxna 15-64 år 70 %, och äldre över 65 år 9,0 %.
Genomsnittlig årsnederbörd är 1 770 millimeter. Den regnigaste månaden är maj, med i genomsnitt 314 mm nederbörd, och den torraste är oktober, med 35 mm nederbörd.